# Melitaea hummeli
Melitaea hummeli är en fjärilsart som beskrevs av Felix Bryk 1940. Melitaea hummeli ingår i släktet Melitaea och familjen praktfjärilar. Inga underarter finns listade i Catalogue of Life.